# Lo Pla (Torallola)
Lo Pla és una plana del terme municipal de Conca de Dalt, a l'antic terme de Toralla i Serradell, al Pallars Jussà, en territori que havia estat del poble de Torallola.
Es troba al sud de Toralla, a la dreta del barranc de Santa Cecília, al sud-est de Sant Roc, al sud-oest de Santa Cecília, al nord-est de la Costa de Toni i al nord-oest de la partida de Comandolera.